# ایتاپراسیا (بازیکن فوتبال)
ایتاپراسیا (به پرتغالی: Manoel dos Santos Filho) هافبک، مهاجم اهل برزیل است که در شهر Itaparica و در تاریخ ۸ ژوئیهٔ ۱۹۸۰ به دنیا آمده‌است.
ایتاپراسیا در تیم‌های فوتبال Tupã سابقهٔ حضور دارد.